# Centre pour la formation des ressources humaines internationales
 (février 2019).
 (février 2019).
Le Centre pour la formation des ressources humaines internationales (Centre for International Capacity Building, ICB) est une société à but non lucratif basée à Tokyo. Ses activités principales comprennent le soutien pour des ressources humaines internationales, coaching, conférences et leçons simulées des conférences internationales.

## Histoire
Cette société a été fondée en 2010 par des personnes ayant des expériences internationales pour soutenir des jeunes générations qui voudraient être actives dans le domaine international, partager leurs expériences et le savoir-faire avec des jeunes générations.

## Activités
- Conférences

Des gens actifs dans le domaine international élargissent leurs vues, apprennent le savoir-faire pour des négociations internationales, des diffusions extérieures des avis, en touchant des perspectives et des connaissances des professionnels et des experts. Ainsi, ils sont capables d’imaginer des modèles de rôle concrets pour des ressources humaines globales qu’ils visent, et de sentir plus étroitement et clairement leurs buts. 
La première conférencière a été Mme Junko Kawaguchi, ex Ministre des Affaires Étrangères et administrateur délégué de Suntory.
- Colloques

Ils ont le but pour des participants d’obtenir des nouvelles perspectives et des vues approfondies sur des thèmes précis en les discutant par des points de vue multiples avec la participation active.
- Coaching

Il offre le savoir-faire nécessaire pour présenter des opinions dans des négociations et des conférences internationales et donner des présentations.
- Arène intellectuelle

Dans les circonstances globalisées, il n’est pas suffisant d’agir passivement sous l’environnement et l’institution existants. Pour des gens qui, ayant perspective stable basée sur valeur et reconnaissance saines de l’histoire, s’engagent, comme des membres du réseau international, dans le processus de prise de décision sur l’établissement de nouvelles règles du monde, nous offrons cette arène pour s’inspirer.

## Directeurs
- Tsunekazu Matsudaira (ex administrateur délégué et directeur général des affaires internationales de KDDI, ex Président de la Commission d’Etude 3 de l’UIT-T, Directeur de English-Speaking Union of Japan, Directeur de Japan-British Society, Directeur de Ueno Gakuen University)
- Naohiro Ishida (Ambassadeur extraordinaire et plénipotentiaire du Paraguay)
- Shigeo Kashiwagi (Professeur de Keio University, ex Directeur de Fonds monétaire international)
- Yasushi Matsushita (Secrétaire-Général de ICB)